# Attentat de Tampa
Le 5 janvier 2002, un adolescent de 15 ans, Charles J. Bishop, inspiré par les attentats du 11 septembre 2001, vole un appareil Cessna 172 et s'écrase délibérément sur la tour de la Bank of America au centre-ville de Tampa, en Floride, aux États-Unis. L'accident n'a fait qu'une seule victime : l'adolescent lui-même. L'édifice n'était occupé que par quelques personnes, et aucune d'entre elles n'a été blessée.

## Circonstances

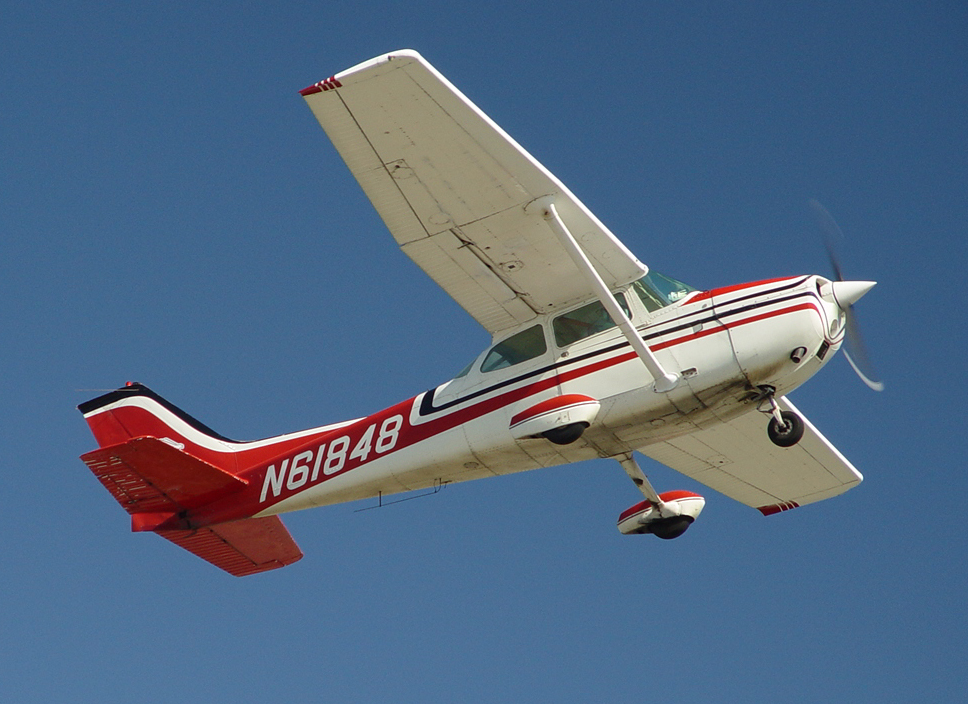
Un Cessna 172, du même modèle que celui qui a été utilisé pour l'attentat.

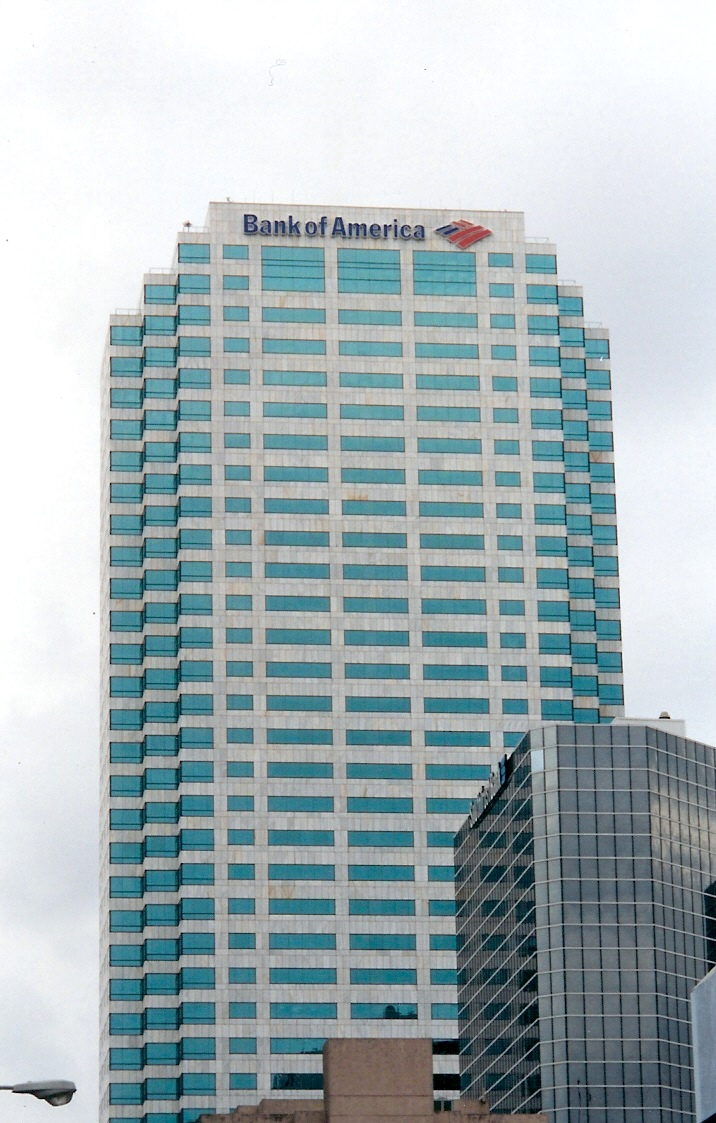
Vue du bâtiment visé, sept ans plus tard.

L'adolescent prenait des cours de pilotage depuis 3 ans. Sa mère et sa grand-mère l'accompagnaient à l'aéroport international St. Petersburg-Clearwater, près de St. Petersburg en Floride, lorsqu'il est monté à bord du Cessna puis a décollé sans permission.
L'avion fut volé à 17 heures (heure locale). Les contrôleurs aériens avertirent la garde côtière immédiatement. Ceux-ci déployèrent un hélicoptère qui ne put intercepter le Cessna ; le pilote de cet hélicoptère a cependant établi un contact visuel avec l'étudiant. Deux F-15 de l'USAF, postés à Miami, ont également été envoyés à la poursuite du petit appareil.
L'avion s'est écrasé aux 23e et 24e étages du 101 Boulevard Kennedy Est, au centre-ville de Tampa. L'appareil n'a pas pris feu et le building Bank of America Plaza de 176 m de haut et 42 étages fut évacué rapidement. L'accident eut lieu un samedi, qui plus est après les heures de bureau, alors que l'édifice n'était pas aussi plein qu'à l'habitude.
Survenu quelques mois après les attentats du 11 septembre 2001 contre le World Trade Center et le Pentagone, cet incident a d'abord fait redouter un acte terroriste, d'autant plus que selon les témoins oculaires le petit appareil n'avait apparemment fait aucune tentative pour éviter l'édifice sur lequel il se dirigeait. Le président George W. Bush a néanmoins été informé de l'incident, d'autant plus que deux autres accidents d'avion ont eu lieu presque simultanément, dans le Colorado et en Californie. Il fut rapidement établi que les trois événements étaient sans relation. Les aéroports internationaux de Tampa et de St. Petersburg ont été temporairement paralysés.
Les autorités ont rapidement adopté l'hypothèse du suicide. Le pilote portait sur lui une note dans laquelle il exprimait de la sympathie pour Oussama ben Laden. L'ordinateur de l'adolescent fut saisi et examiné, mais aucune preuve d'activité terroriste ou de lien avec un de ces groupes ne fut trouvée.
En avril 2002, le Bureau fédéral de l'aviation civile (FAA) indiquait que le Cessna 172 piloté par Charles J. Bishop était passé très près d'un Boeing 737 de Southwest Airlines.

## Le pilote
Bishop, âgé de 15 ans, était un étudiant de Tarpon Springs, en Floride.
En 2002, la mère de l'adolescent a intenté une poursuite pour 70 millions de dollars US contre les laboratoires Hoffmann-La Roche, qui fabriquent un traitement pour l'acné à base d'isotrétinoïne appelé Roaccutane. Bishop avait commencé à en prendre en avril 2001. Selon les laboratoires, la dépression et le comportement suicidaire font partie des effets secondaires associés au traitement, ce qui aurait mené le jeune homme à conduire cet avion sur l'édifice. 
La mère a abandonné la plainte en 2007 en affirmant qu'elle était dans l'incapacité physique et émotionnelle de poursuivre la bataille judiciaire.